# Primera División (Venezuela)
De Primera División Venezolana (Venezolaanse Eerste Divisie), ook wel bekend als Liga FUTVE is de hoogste voetbalcompetitie in het Zuid-Amerikaanse Venezuela. De Liga is opgericht in 1921, maar werd pas een professionele competitie in 1957. In mei 2007 werd besloten om het aantal teams in de competitie uit te breiden van 10 naar 18, om de kwaliteit te verhogen en het Venezolaanse voetbal een impuls te geven. De competitie wordt afgewerkt in twee delen, de 'apertura' en de 'clausura'. Aan het eind van het seizoen spelen de winnaars van beide competities een beslissingswedstrijd om te bepalen wie zich de algehele kampioen mag noemen. Mocht een team beide toernooien winnen dan is deze wedstrijd overbodig.
Aan het eind van het seizoen plaatsen de winnaars van de apertura en clausura zich voor de Copa Libertadores. Het team met opgeteld de meeste punten over beide seizoenshelften plaatst zich voor de voorronde van de Copa Libertadores. De twee teams met daarna de meeste punten plaatsen zich voor de Copa Sudamericana.
De twee teams met het minst aantal punten degraderen aan het eind van het seizoen naar de tweede divisie.

## Huidige teams
Academia Puerto Cabello · 
Angostura FC ·  
Carabobo FC · 
Caracas FC · 
Deportivo La Guaira · 
Deportivo Rayo Zuliano · 
Deportivo Táchira ·  
Estudiantes de Mérida · 
Hermanos Colmenárez · 
Metropolitanos FC · 
Mineros de Guayana · 
Monagas SC · 
Portuguesa FC ·  
Universidad Central · 
Zamora FC

## Kampioenen

### Amateurs
| - 1921 América - 1922 Centro Atlético - 1923 América - 1924 Centro Atlético - 1925 Loyola SC (Caracas) - 1926 Centro Atlético - 1927 Venzóleo - 1928 Deportivo Venezuela - 1929 Deportivo Venezuela - 1930 Centro Atlético - 1931 Deportivo Venezuela - 1932 Unión SC - 1933 Deportivo Venezuela - 1934 Unión SC - 1935 Unión SC - 1936 Dos Caminos SC (Caracas) - 1937 Dos Caminos SC (Caracas) - 1938 Dos Caminos SC (Caracas) | - 1939 Unión SC - 1940 Unión SC - 1941 Litoral SC (Caracas) - 1942 Dos Caminos SC - 1943 Loyola SC (Caracas) - 1944 Loyola SC (Caracas) - 1945 Dos Caminos SC (Caracas) - 1946 Deportivo Español - 1947 Unión SC - 1948 Loyola SC (Caracas) - 1949 Dos Caminos SC (Caracas) - 1950 Unión SC - 1951 Universidad Central (Caracas) - 1952 La Salle FC - 1953 Universidad Central (Caracas) - 1954 Deportivo Vasco - 1955 La Salle FC - 1956 Banco Obrero |

### Professionele clubs
| - 1957 Universidad Central (Caracas) - 1958 Deportivo Portugués (Caracas) - 1959 Deportivo Español - 1960 Deportivo Portugués (Caracas) - 1961 Deportivo Italia (Caracas) - 1962 Deportivo Portugués (Caracas) - 1963 Deportivo Italia (Caracas) - 1964 Deportivo Galicia (Caracas) - 1965 Lara FC (Baquisimeto) - 1966 Deportivo Italia (Caracas) - 1967 Deportivo Portugués (Caracas) - 1968 Unión Deportivo Canarias (Caracas) - 1969 Deportivo Galicia (Caracas) - 1970 Deportivo Galicia (Caracas) - 1971 Valencia FC - 1972 Deportivo Italia (Caracas) - 1973 Portuguesa FC (Acarigua) - 1974 Deportivo Galicia (Caracas) - 1975 Portuguesa FC (Acarigua) - 1976 Portuguesa FC (Acarigua) - 1977 Portuguesa FC (Acarigua) - 1978 Portuguesa FC (Acarigua) - 1979 Deportivo Táchira (San Cristóbal) - 1980 Estudiantes de Mérida - 1981 Deportivo Táchira (San Cristóbal) - 1982 Atlético San Cristóbal - 1983 Universidad de Los Andes (Mérida) - 1984 Deportivo Táchira (San Cristóbal) - 1985 Estudiantes de Mérida - 1986 Unión Atlético Táchira (San Cristóbal) - 1986/1987 CS Maritimo (Venezuela) (Caracas) - 1987/1988 CS Maritimo (Venezuela) (Caracas) - 1988/1989 Mineros de Guayana (Ciudad Guayana) - 1989/1990 CS Maritimo (Venezuela) (Caracas) | - 1990/1991 Universidad de Los Andes (Mérida) - 1991/1992 Caracas FC - 1992/1993 CS Maritimo (Venezuela) (Caracas) - 1993/1994 Caracas FC - 1994/1995 Caracas FC - 1995/1996 Minervén (Ciudad Guayana) - 1996/1997 Caracas FC - 1997/1998 Atlético Zulia (Maracaibo) - 1998/1999 ItalChacao (Caracas) - 1999/2000 Deportivo Táchira (San Cristóbal) - 2000/2001 Caracas FC - 2001/2002 Nacional Táchira (San Cristóbal) - 2002/2003 Caracas FC - 2003/2004 Caracas FC - 2004/2005 Unión Atlético Maracaibo - 2005/2006 Caracas FC - 2006/2007 Caracas FC - 2007/2008 Deportivo Táchira (San Cristóbal) - 2008/2009 Caracas FC - 2009/2010 Caracas FC - 2010/2011 Deportivo Táchira (San Cristóbal) - 2011/2012 Deportivo Lara - 2012/2013 Zamora FC - 2013/2014 Zamora FC - 2014/2015 Deportivo Táchira (San Cristóbal) - 2015 Zamora FC - 2016 Zamora FC - 2017 Monagas SC - 2018 Zamora FC - 2019 Caracas FC - 2020 Deportivo La Guaira - 2021 Deportivo Táchira - 2022 Metropolitanos FC - 2023 Deportivo Táchira |

## Titels per club
| Club                     | Stad           | Titels | Seizoenen (1920-2023)                                                                                   |
| ------------------------ | -------------- | ------ | --- |
| Caracas FC               | Caracas        | 12     | 1991–92, 1993–94, 1994–95, 1996–97, 2000–01, 2002–03, 2003–04, 2005–06, 2006–07, 2008–09, 2009–10, 2019 |
| Deportivo Táchira        | San Cristóbal  | 10     | 1979, 1981, 1984, 1986, 1999–2000, 2007–08, 2010–11, 2014–15, 2021, 2023                                |
| Unión                    | Caracas        | 7      | 1932, 1934, 1935, 1939, 1940, 1947, 1950                                                                |
| Dos Caminos              | Caracas        | 6      | 1936, 1937, 1938, 1942, 1945, 1949                                                                      |
| Deportivo Italia         | Caracas        | 5      | 1961, 1963, 1966, 1972, 1999                                                                            |
| Portuguesa FC            | Acarigua       | 5      | 1973, 1975, 1976, 1977, 1978                                                                            |
| Zamora FC                | Barinas        | 4      | 2012–13, 2013–14, 2016, 2018                                                                            |
| Centro Atlético          | Caracas        | 4      | 1922, 1924, 1926, 1930                                                                                  |
| Deportivo Galicia        | Caracas        | 4      | 1964, 1969, 1970, 1974                                                                                  |
| Loyola SC                | Caracas        | 4      | 1925, 1943, 1944, 1948                                                                                  |
| Marítimo                 | Caracas        | 4      | 1986/87, 1987/88, 1989/90, 1992/93                                                                      |
| Deportivo Portugués      | Caracas        | 4      | 1958, 1960, 1962, 1967                                                                                  |
| Deportivo Venezuela      | Caracas        | 4      | 1928, 1929, 1931, 1933                                                                                  |
| Universidad Central      | Caracas        | 3      | 1951, 1953, 1957                                                                                        |
| Estudiantes de Mérida    | Mérida         | 2      | 1980, 1985                                                                                              |
| América                  | Caracas        | 2      | 1921, 1923                                                                                              |
| Deportivo Español        | Barinas        | 2      | 1946, 1959                                                                                              |
| La Salle                 | Caracas        | 2      | 1952, 1955                                                                                              |
| ULA Mérida               | Mérida         | 2      | 1983, 1990-91                                                                                           |
| Litoral                  | Caracas        | 1      | 1941 |
| Unión Atlético Maracaibo | Maracaibo      | 1      | 2004-05                                                                                                 |
| Atlético Zulia           | Maracaibo      | 1      | 1997-98                                                                                                 |
| Metropolitanos FC        | Caracas        | 1      | 2022 |
| Deportivo La Guaira      | La Guaira      | 1      | 2020 |
| Monagas SC               | Maturín        | 1      | 2017 |
| Lara FC                  | Barquisimeto   | 1      | 1965 |
| Deportivo Lara           | Cabudare       | 1      | 2011-12                                                                                                 |
| Banco Obrero             | Caracas        | 1      | 1956 |
| Minervén FC              | El Callao      | 1      | 1995-96                                                                                                 |
| Atlético San Cristóbal   | San Cristóbal  | 1      | 1982 |
| Mineros de Guayana       | Ciudad Guayana | 1      | 1988-89                                                                                                 |
| Deportivo Vasco          | Caracas        | 1      | 1954 |
| Venzóleo                 | Caracas        | 1      | 1927 |
| Nacional Táchira         | San Cristóbal  | 1      | 2001-02                                                                                                 |
| Valencia FC              | Valencia       | 1      | 1971 |
| UD Canarias              | Caracas        | 1      | 1968 |

## Eeuwige ranglijst
Clubs die vetgedrukt zijn spelen in 2022 in de hoogste klasse.
| Club                      | Stad                     | /66 | Periode (1958-2023)                                         |
| ------------------------- | ------------------------ | --- | ----------------------------------------------------------- |
| Petare FC                 | Caracas                  | 54  | 1959-1961, 1963-1996, 1998-2005, 2007-2010                  |
| Estudiantes de Mérida     | Mérida                   | 51  | 1972-2006, 2007-                                            |
| Deportivo Táchira         | San Cristóbal            | 49  | 1975-                                                       |
| Mineros de Guayana        | Ciudad Guayana           | 41  | 1983-2023                                                   |
| Caracas                   | Caracas                  | 39  | 1985-                                                       |
| Portuguesa FC             | Acarigua                 | 37  | 1972-1993, 2000-2002, 2006-2009, 2012-2013, 2014-           |
| Trujillanos FC            | Valera                   | 32  | 1989-2008, 2009-2021                                        |
| Deportivo Portugués       | Caracas                  | 26  | 1958-1982, 1984                                             |
| Deportivo Galicia         | Caracas                  | 26  | 1963-1982,1986-1987, 1988-1990, 1992-1993, 2000-2002        |
| Monagas Sport Club        | Maturín                  | 25  | 1990-1996, 2001-2013, 2016-                                 |
| Carabobo FC               | Valencia                 | 24  | 1997-2001, 2002-2012, 2013-                                 |
| Valencia FC               | Valencia                 | 23  | 1965-1982, 1990-1991, 1993-1997                             |
| Atlético Zamora           | Barinas                  | 21  | 1977-1996, 1998-1999                                        |
| ULA Mérida                | Mérida                   | 21  | 1977-1984, 1986-1996, 1998-2001                             |
| Llaneros FC               | Guanare                  | 19  | 1986-1987, 1992-1998, 1999-2001, 2007-2010, 2011-2016, 2019 |
| Aragua FC                 | Maracay                  | 18  | 2005-2022                                                   |
| Zamora FC                 | Barinas                  | 17  | 2006-                                                       |
| Zulia FC                  | Maracaibo                | 17  | 1968-1969, 2008-2022                                        |
| UD Canarias               | Caracas                  | 15  | 1963-1974, 1977-1979                                        |
| Atlético El Vigía         | El Vigía                 | 15  | 1993-1998, 1999-2001, 2003-2004, 2007-2014                  |
| Anzoátegui FC             | Puerto La Cruz           | 14  | 1967-1974, 1990-1996                                        |
| Deportivo Lara            | Cabudare                 | 14  | 2009-2022                                                   |
| Deportivo La Guaira       | La Guaira                | 14  | 2009-                                                       |
| Minervén                  | El Callao                | 12  | 1988-1999                                                   |
| Deportivo Anzoátegui      | Puerto La Cruz           | 13  | 2007-2019                                                   |
| Atlético Venezuela        | Caracas                  | 11  | 2010-2011, 2012-2021                                        |
| Tiquire Flores            | Maracay                  | 11  | 1963-1973                                                   |
| CS Marítimo               | Caracas                  | 10  | 1986-1995                                                   |
| Lara FC                   | Barquisimeto             | 9   | 1965-1971, 1994-1996                                        |
| Unión Deportiva Lara      | Barquisimeto             | 9   | 1986-1993, 2000-2001                                        |
| Universidad Central       | Caracas                  | 8   | 1957, 1962, 1985-1988, 2021-                                |
| Metropolitanos FC         | Caracas                  | 8   | 2014-2015, 2017-                                            |
| Yaracuyanos FC            | San Felipe               | 7   | 2009-2014, 2020-2021                                        |
| La Salle                  | Caracas                  | 7   | 1957-1959, 1962-1965                                        |
| Unión Atlético Maracaibo  | Maracaibo                | 7   | 2002-2009                                                   |
| Nacional Táchira          | San Cristóbal            | 7   | 1996-2003                                                   |
| Deportivo Lara FC         | Barquisimeto             | 6   | 1978-1983                                                   |
| Academia Puerto Cabello   | Puerto Cabello           | 5   | 2018-                                                       |
| Atlético San Cristóbal    | San Cristóbal            | 5   | 1982-1985, 1994-1995                                        |
| Deportivo Español         | Caracas                  | 4   | 1957-1960                                                   |
| Maracaibo FC              | Maracaibo                | 4   | 1989-1991, 1993-1995                                        |
| Atlético Anzoátegui       | Puerto La Cruz           | 4   | 1986-1989                                                   |
| Universitarios de Oriente |                          | 4   | 1975-1978                                                   |
| Tucanes de Amazonas FC    | Puerto Ayacucho          | 4   | 2011-2012, 2013-2015                                        |
| Estudiantes de Caracas    | Caracas                  | 4   | 2015-2016, 2018-2019                                        |
| Atlético Falcón           | Coro                     | 3   | 1979-1981                                                   |
| Litoral FC                | La Guaira                | 3   | 1966-1968                                                   |
| Petroleros del Zulia      | Maracaibo                | 3   | 1982-1984                                                   |
| Pepeganga Margarita       | Porlamar                 | 3   | 1987-1990                                                   |
| LALA FC                   | Caroní                   | 3   | 2019-2021                                                   |
| Gran Valencia FC          | Valencia                 | 2   | 2020-2021                                                   |
| Peninsulares de Araya     | Araya                    | 2   | 1987-1989                                                   |
| Guaros de Lara            | Barquisimeto             | 2   | 2007-2009                                                   |
| Deportivo Vasco           | Caracas                  | 2   | 1957, 1962                                                  |
| Danubio                   | Caracas                  | 2   | 1958-1959                                                   |
| Estrella Roja             | Caracas                  | 2   | 2007-2009                                                   |
| Banco Francés-Italiano    | Caracas                  | 2   | 1961-1962                                                   |
| Industriales del Caroní   | Ciudad Bolívar           | 2   | 1991-1992, 1994-1995                                        |
| Unicol FC                 | Lagunillas               | 2   | 1994-1996                                                   |
| Deportivo Tuy             | Ocumare del Tuy          | 2   | 1994-1996                                                   |
| Atlético Zulia            | Maracaibo                | 2   | 1996-1998                                                   |
| Deportivo Chacao          | Caracas                  | 2   | 1996-1998                                                   |
| Marinos de Sucre          | Puerto La Cruz           | 2   | 1994-1996                                                   |
| Zulianos FC               | Maracaibo                | 2   | 1999-2001                                                   |
| Deportivo Italmaracaibo   | Maracaibo                | 2   | 2004-2006                                                   |
| Ureña SC                  | Pedro María Ureña        | 2   | 2015-2016                                                   |
| Deportivo JBL del Zulia   | Maracaibo                | 2   | 2016-2017                                                   |
| CD Hermanos Colmenarez    | Alberto Arvelo Torrealba | 2   | 2021-                                                       |
| Salineros de Araya        | Araya                    | 1   | 1991-1992                                                   |
| Unión Lara                | Barquisimeto             | 1   | 2007-2008                                                   |
| Barquisimeto FC           | Barquisimeto             | 1   | 1977                                                        |
| Arroceros de Calabozo     | Calabozo                 | 1   | 1988-1989                                                   |
| Banco Obrero              | Caracas                  | 1   | 1957                                                        |
| Catalonia                 | Caracas                  | 1   | 1957                                                        |
| Estudiantes               | Caracas                  | 1   | 1958                                                        |
| Celta                     | Caracas                  | 1   | 1960                                                        |
| Universidad Católica      | Caracas                  | 1   | 1961                                                        |
| Banco Agrícola y Pecuario | Caracas                  | 1   | 1961                                                        |
| Dos Caminos               | Caracas                  | 1   | 1962                                                        |
| Nacional                  | Caracas                  | 1   | 1966                                                        |
| Falcón FC                 | Coro                     | 1   | 1981                                                        |
| Internacional PLC         | Puerto La Cruz           | 1   | 1989-1990                                                   |
| Saman de Aragua           | Maracay                  | 1   | 1994-1995                                                   |
| Nueva Cádiz FC            | Cumaná                   | 1   | 1998-1999                                                   |
| Alético Monagas FC        | Maturín                  | 1   | 2000-2001                                                   |
| Centro Ítalo FC           | Caracas                  | 1   | 2009-2010                                                   |
| Caroní FC                 | Puerto Ordaz             | 1   | 2010-2011                                                   |
| Atlético Socopó FC        | Socopó                   | 1   | 2017                                                        |
| Deportivo Carabobo        | Valencia                 | 1   | 1984                                                        |
| Nacional Carabobo         | Valencia                 | 1   | 1985                                                        |
| Angostura FC              | Ciudad Bolívar           | 1   | 2023-                                                       |
| Deportivo Rayo Zuliano    | Maracaibo                | 1   | 2023-                                                       |

1. ↑  Petare speelde tot 1998 en van 2006 tot 2010 als Deportivo Italia, tussen 1998 en 2006 als Deportivo Italchacao en van 2010 tot 2015 als Deportivo Petare
2. ↑  Deportivo Táchira speelde tot 1977 als Deportivo San Cristóbal en tussen 1986 en 199 als UA Táchira
3. ↑  Trujillanos FC verhuisde voor het seizoen 1998-1999 naar Barquisimeto en speelde als Internacional Lara, in 1999 keerde het team terug naar Valera als Deportivo Trujillanos en nam in 2003 opnieuw de naam Trujillanos FC aan
4. ↑  UD Canarias fuseerde in 1973 met Tiquire Aragua en speelde één seizoen als Tiquiere-Canarias, in 1978 en 1979 speelde de club als Miranda-Canarias in de stad Los Teques
5. ↑  Atlético El Vígia speelde van 1993 tot 2001 als El Vigía FC en in 2003-2004 als Unión Atlético El Vigía FC
6. ↑  Deportivo La Guaira speelde tot 2013 als Real Atlético Esppor
7. ↑  Minervén speelde tot 1999 als Minervén FC en in 2008-2009 als AC Minervén FC Bolívar
8. ↑  Tiquire Flores speelde van 1966 tot 1969 en in 1973 als Aragua FC en van 1970 tot 1972 als Tiquire Aragua en fuseerde dan met UD Canarias
9. ↑  Unión Deportivo Lara speelde in 1986 als Unión Española Lara
10. ↑  Atlético San Cristóbal speelde in 1994-1995 als San Cristóbal FC
11. ↑  Gran Valencia FC speelde in 2020 als GV Maracay